# Wikipedia duńskojęzyczna
Wikipedia duńskojęzyczna (Danske Wikipedia) – duńska edycja językowa Wikipedii, założona w 2002 roku.
28 września 2008 roku liczyła 94 490 artykułów, co czyniło ją 24 największą edycją.
Ponieważ język duński jest podobny do języka szwedzkiego i norweskiego, administratorzy tych Wikipedii współpracują ze sobą dzięki sekcji Skanwiki na projekcie Meta-Wiki.